# Chechidla Range
Chechidla Range är ett berg i Kanada.   Det ligger i provinsen British Columbia, i den västra delen av landet, 4 000 km väster om huvudstaden Ottawa. Toppen på Chechidla Range är 2 092 meter över havet, eller 39 meter över den omgivande terrängen. Bredden vid basen är 0,31 km.
Terrängen runt Chechidla Range är huvudsakligen bergig. Trakten runt Chechidla Range är nära nog obefolkad, med mindre än två invånare per kvadratkilometer.. Det finns inga samhällen i närheten.
Trakten runt Chechidla Range består i huvudsak av gräsmarker.